# Gradara
Gradara is een gemeente in de Italiaanse provincie Pesaro-Urbino (regio Marche) en telt 3841 inwoners (31-12-2004). De oppervlakte bedraagt 17,5 km², de bevolkingsdichtheid is 239 inwoners per km².
De volgende frazioni maken deel uit van de gemeente: Santo Stefano, Fanano Alto, Fanano Basso, Granarola.

## Demografie
Gradara telt ongeveer 1532 huishoudens. Het aantal inwoners steeg in de periode 1991-2001 met 25,9% volgens cijfers uit de tienjaarlijkse volkstellingen van ISTAT.

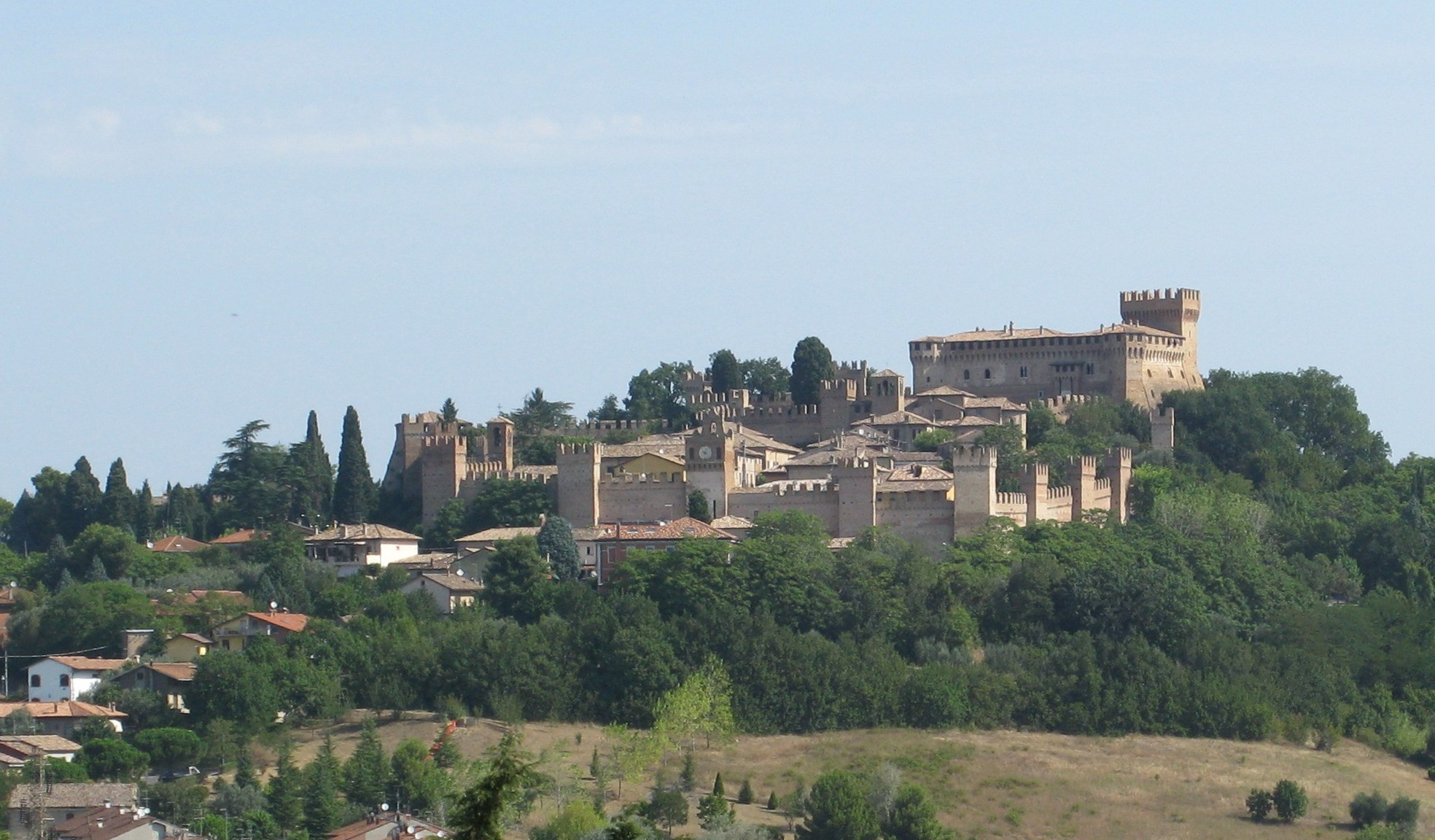
Gradara

| Jaar | Inwoneraantal |
| ---- | ------------- |
| 1991 | 2685          |
| 2001 | 3381          |

## Geografie
De gemeente ligt op ongeveer 142 m boven zeeniveau.
Gradara grenst aan de volgende gemeenten: Cattolica (RN), Gabicce Mare, Pesaro, San Giovanni in Marignano (RN), Tavullia.